# Pika à collier
Pour les articles homonymes, voir Pika (homonymie).
Espèce
Statut de conservation UICN

 LC  : Préoccupation mineure
Le pika à collier (Ochotona collaris) est un petit mammifère (~180 mm ; ~140 g) de la famille des Ochotonidae et de l'ordre des lagomorphes, regroupant aussi les lièvres et les lapins. Il vit principalement dans les rocheuses et les régions montagneuses de l'ouest du Canada et du centre et l'est de l'Alaska. Très proche de son cousin le pika américain (O.princeps), il est grandement menacé par les changements climatiques. Le pika à collier occupe la majeure partie de son été à remplir son garde-manger avec de nombreux végétaux pour pouvoir survivre tout l'hiver, puisque c'est une espèce qui n'hiberne pas. Il est ainsi sensible aux étés et aux hivers les plus chauds, la neige lui offrant notamment une protection contre les prédateurs. Certains individus ont parfois été vu en train de se nourrir d'autres animaux pour trouver une source viable de protéine et de matière grasse. La période d'accouplement se trouve entre mai et juin, avec une ou deux portées par an, les jeunes attendant l'année suivante pour à leur tour s'accoupler, préférant se préparer à l'hiver.  

## L’ordre des Lagomorphes
92 espèces de lagomorphes, dont 9 au Canada. Les lagomorphes regroupent deux familles, les Ochotonidae (c’est-à-dire les pikas, dont le pika à collier fait partie), et la famille des Léporidae, ou léporides (les lapins et les lièvres). Les lagomorphes sont natifs de tous les continents sauf l’Antarctique et l’Australie, et quelques iles telles que Madagascar, ou encore la Nouvelle-Zélande. 
Les lagomorphes sont principalement des brouteurs, mais iront jusqu’à devenir charognards durant les périodes un peu rudes. 
Anatomie : Identifié principalement par un trait anatomique particulier : leurs incisives, par paires. Ces incisives grandissent pendant toute la vie de l’animal, bien que les incisives antérieures, par exemple, grandissent plus vite que les incisives postérieures. La plupart des lagomorphes ont des yeux rouge brillants, visibles notamment lorsqu’on les prend en photo. Les testicules, comme ceux des marsupiaux, se trouvent devant le pénis et non derrière comme chez les tous les autres mammifères. 
Les fossiles : les fossiles les plus anciens datent du Paléocène, c’est-à-dire environ 56 millions d’années, et ont été retrouvés en Chine. La branche de l’ordre qui a évolué vers nos lapins et lièvres modernes vient d’un animal vivant dans les steppes et les prairies asiatiques, victime de choix pour bon nombre de prédateurs. Ils ont évolué de telle façon que la détection de prédateurs et leur évasion devienne plus facile : de longues oreilles, de longues pattes et des grands yeux de chaque côté de la tête, de façon à voir à 360°. Les pikas, eux, ont évolué dans des régions plus montagneuses, pentues et rocheuses, ce qui a eu pour conséquent un corps plus compact, moins fait pour la course que pour se cacher, avec par conséquent des pattes et des oreilles moins développées. 

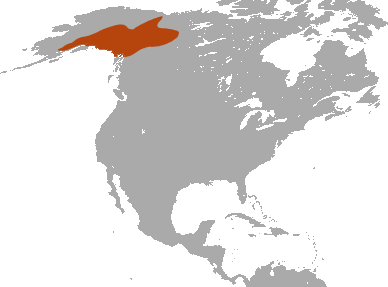
Aire de répartition du Pika à collier

Écologie : Aucun des lagomorphes n'hiberne, même si les pikas surmontent les rudes hivers en faisant leur réserve de nourriture durant l’été. À cause de leurs courtes pattes, les pikas ne peuvent vivre au-dessus de la neige, contrairement aux Léporides. 
Les lapins, plus petits que les lièvres, préfèrent un environnement boisé, sont grégaires et nidicoles. Ils doivent prendre soin de leurs petits car ceux-ci sont fragiles. Les lièvres, eux, préfèrent les espaces plus ouverts, sont plus solitaires et donnent naissance à des petits (levraut) qui nécessitent moins d’attention de leur part. Bien qu’ils nécessitent toujours le lait maternel, ils sont tout de même capables de courir et de se cacher, ce qui n’est pas le cas des lapereaux. Les femelles des lièvres et des lapins sont plus larges que les mâles. La plupart des léporides sont nocturnes, excepté ceux vivant dans les régions hautes de l’Arctique. 
La plupart du temps, les léporides ne creusent pas de souterrains, mais préfèrent rester dans de petits trous, dans la terre ou la neige où, alternativement, ils se reposent et ressortent afin de vérifier s’il n’y a aucun prédateur. 
Reproduction : Les léporides sont capables de se reproduire à grande vitesse grâce à la courte période de gestation, une probabilité importante d’avoir de grandes portées, la capacité de produire plusieurs portées en une saison, et la capacité d’être mature sexuellement très rapidement. Lorsque les conditions climatiques sont bonnes et les prédateurs peu nombreux, leur nombre peut très vite augmenter et avoir un impact important sur leur environnement. 
Tous les lagomorphes sont des ovulateurs avec réflexes, c’est-à-dire que la femelle ovule avec la stimulation apportée par la cour faite par le mâle et la copulation. Il est rare que tous les œufs soient fécondés et viables. La plupart du temps, et sous des conditions de stress telles qu’une surpopulation ou une famine, la résorption de certains embryons provoque la réduction de la taille de la portée.

## Le pika, c’est quoi?
Il existe environ 30 espèces de pikas, ce qui correspond à pas moins d’un tiers de tous les lagomorphes, alors que les lapins contiennent 29 espèces et les lièvres 32. Des preuves morphologiques et moléculaires prouvent que les pikas se sont séparés des léporides pendant l’Oligocène, il y a environ 37 Ma. Les ochotonidés sont originaires d’Asie mais ont migré vers l’Amérique du Nord à la fin de cette période. Les pikas modernes (ou Ochotona) sont apparus en premier en Asie, et ont migré en Amérique du Nord au milieu du Pliocène. Les deux seuls genres de pika, Prolagus et Ochotona, sont apparus en Europe au milieu du Pliocène. Après l’extinction du Prolagus, l’Ochotona est devenu le seul représentant de cette famille, se dispersant en 25 fossiles de genres différents. 
Aujourd’hui les Pikas sont trouvés en Asie (28 espèces, dont l’Ili Pika) et en Amérique du Nord (2 espèces : le pika à collier et le pika américain). 
De nos jours les pikas ne sont pas réellement considérés comme une espèce intéressante à étudier. Par exemple, seulement 3 des 175 présentations à « Second World Lagomorph Conférence » au Portugal avaient pour objet les pikas, alors qu’ils représentent à eux seuls un tiers des lagomorphes. 
Les pikas sont des petits mammifères caractérisés par des oreilles rondes et une queue non visible. Leur poids s’élève entre 70  et   300 g. La plupart des pikas sont diurnes. Comme d’autres lagomorphes, ils n’hibernent pas. Les pikas sont généralement herbivores, bien qu’ils puissent de temps en temps varier leur alimentation. La plupart des espèces construisent des terriers faits de végétation durant l’été et vivent à l’intérieur de ceux-ci durant l’hiver. Un autre trait caractéristique est leur propension à vocaliser. 
Les principales différences entre le pika et les léporides : 1/ petite taille (<285 mm contre >300 mm pour les léporides), 2/ les petites oreilles rondes (<40 mm) contre les grandes oreilles des léporides (>60 mm) ; 3/ les queues cachés contre les queues petites mais visibles ; les crânes sans processus supraorbital contre les crânes avec un processus supraorbital ; deux paires de prémolaires supérieurs contre 3 paires. 
Les pikas occupent deux types d’habitats : les régions rocheuses et montagneuses et les prairies et steppes. Voici un tableau comparatif des différences entre les deux : 
| Caractéristique           | Régions rocheuses            | Prairies                         |
| Grosseur des portées      | Petite (1-6 / à 3)           | Grande (1-12)                    |
| Portées par an            | 1-2                          | 3-5                              |
| Maturité reproductive     | L’année suivant la naissance | Les jeunes de l’année            |
| Longévité                 | De 6 à 7 ans                 | ± 1 an                           |
| Densité                   | 2-15/ha                      | Plus de 300/ha                   |
| Variation dans la densité | Relativement constante       | Très fluctuante                  |
| Reproduction              | monogamie                    | Monogamie, polygynie, polyandrie |
| Territorialité            | Seul ou par couple           | Famille                          |
| Sociabilité               | Asocial                      | Très social                      |
| Variété de Comportements  | Limité                       | Complexe                         |
| Variété de vocalisation   | Limité                       | Complexe                         |

Les pikas vivant dans les prairies et les steppes sont concentrés en Asie, et représentent la moitié de la population de pikas dans cette région. En Amérique du Nord, la grande majorité des pikas vivent dans les régions montagneuses.

## Le pika à collier, ou pika du nord,Ochotona collaris
Cette espèce est grandement menacée par les changements climatiques, et notamment par le réchauffement. Lorsqu’il tombe moins de neige pendant l’hiver, le pika à collier ne profite plus de l’isolation offerte par une neige dense et compacte, ce qui provoque sa mort à cause du froid. 

### Localisation
Se trouvent dans les régions montagneuses du sud-est de l’Alaska, et pour le Canada, dans les régions montagneuses du Yukon, l’ouest des Territoires du Nord-Ouest et une petite portion du nord-ouest de la Colombie-Britannique ainsi que dans les monts Mackenzie. La plus grande partie de l’habitat du pica à collier se trouve dans les écorégions Taïga de la Cordillère, Cordillère boréale et Taïga des plaines, une petite partie se trouvant dans les écozones Taïga des plaines et Maritime du Pacifique. La vallée de la rivière Liard constitue probablement une barrière écologique définissant la limite sud de l’aire de répartition du pica à collier. L’aire de répartition du pika à collier s’élève à 60% au Canada, soit 644 003 km2, réparti comme suit : 69% au Yukon, 25% dans les Territoires du Nord-Ouest et 6% dans le nord de la Colombie-Britannique. 

### Anatomie
À peu près de la taille d’un cochon d’Inde, sa fourrure est plus grise que son cousin le pika américain, avec des teintes noires grisonnantes ainsi que quelques touches blanches. En été, certains adultes auront, au niveau de la tête et des épaules, des nuances rousses. Le pelage du ventre est d’un blanc crémeux. Il tient son nom, pika à collier, d’un collier de pelage gris clair autour de son cou, de sa gorge jusqu’à ses oreilles. Ce collier est plus visible en été. Le pika à collier n’a qu’une mue par an, alors que son cousin américain en a 2.
Les pattes avant possèdent 5 griffes, mais le premier en partant de l’intérieur, le pollex (ou encore le pouce chez l’homme), ne laisse pas toujours son empreinte au sol. Les pattes arrière ont quant à elles 4 griffes. Ils laissent rarement des traces sur le sol, à part peut-être en hiver sur la neige.
Formule dentaire : I : 2/1, C : 0/0, P : 3/2, M :2/3, où I, C, P et M correspondent respectivement à incisives, canines, prémolaires et molaires. Cette formule permet de cartographier la dentition de tout être vivant et ne prend en compte que la moitié du haut et du bas. Il faut donc multiplier par 2 pour obtenir la dentition complète. Ainsi : 2+1+3+2+2+3 = 13x2 = 26 dents. Les pikas possèdent une molaire supérieure de moins que les léporides. 

### Taille
Ces chiffres s’appliquent pour les populations Canadiennes à l’âge mature. 
Mâle et femelle, à l’âge adulte, sont de même taille. 
Taille totale : 155–217 mm
Taille de la queue :  3–14 mm
Taille des pattes : 20–36 mm
Taille des oreilles : 19–25 mm
Poids moyen des adultes : 129 g en Alaska, 146,7 g en Colombie Britannique et de 157,4 g dans le Yukon / petits : inconnus. 

### Structure sociale et cycle vital
Comme dit précédemment, les pikas sont diurnes. Ils hivernent, mais n’hibernent pas, c’est-à-dire qu’ils restent actifs, même en hiver, et passent la plupart de leur temps sous la neige. 
On ne sait pas s’ils creusent dans la terre pour se faire un terrier ou s’ils profitent des crevasses rocheuses pour se protéger, mais on sait au moins qu’ils creusent des tunnels dans la neige. 
L’entrée de ces terriers peut être visible grâce à l’urine et aux matières fécales, ce qui lorsque des cachettes sont utilisées sur du long terme, peut les tacher, surtout dans des régions où il y a peu de précipitations. Ces taches sont causées par le calcium contenu dans leur urine et qui ne peut se dissoudre, ainsi que par le lichen nitrophile qui ne pousse que sur des roches riches en azote, ou des roches nettoyées par des excréments riches en azote. Puisque les roches dans la région sont généralement pauvres en azote, voir du lichen nitrophile est souvent le signe d’un territoire ancien ou actif. 
Leur activité est principalement liée à la force du vent qui, si elle est forte, réduit l’efficacité de leurs cris d’alarme, ce qui les rend plus vulnérables aux prédateurs. 
Ils vivent en colonies dans les régions montagneuses, rocheuses en bordure de végétation
Animaux solitaires et territoriaux, ils défendent leur territoire en le marquant (grâce à des glandes présentes au niveau de leurs joues) ou en criant. Ils peuvent aussi chasser ceux qui empiètent sur leur territoire. De ces combats, il résulte souvent des blessures, notamment sur le dos et la croupe, plus souvent sur l’intrus que le propriétaire. Lorsqu’ils crient, les pikas pointent leur nez vers le haut, souvent lorsqu’ils regroupent leur nourriture, ou de leurs cachettes, ou même lorsqu’ils sont sous le sol. Malgré leur comportement relativement agressif, les femelles et les mâles voisins arrivent tout de même à bien cohabiter. D’ailleurs, il y a meilleure cohabitation et chevauchement de territoire entre deux individus de sexes différents qu’entre individus de même sexe. Les pikas à collier sont des animaux largement polygames. 
Quelquefois, cependant, il est possible de trouver des solitaires ou quelques petites colonies dans les bois, jusqu’aussi bas que le niveau de la mer. La raison pour laquelle ils restent dans les régions montagneuses est la protection naturelle que leur offrent les roches, c’est pour cela qu’en général ils ne se déplacent pas à plus de 10 m de leur terrier pour se nourrir.

### Vocalisations
Les appels courts, ressemblant à un bêlement nasal, peuvent être entendus sur de longues distances. Il peut avoir des propriétés ventriloques, surtout si l’animal est dans les rochers. Au contraire des pikas américains, le pika à collier n’utilise pas d’appels longs. Les mâles utilisent plutôt une série d’appels courts, répétés, notamment pour avertir les femelles pour la reproduction. Un couinement de soumission est émis lorsqu’ils sont chassés, ou lorsqu’un petit est en présence d’un adulte. Une étude à notamment décrit combien de fois, en pleine saison de stockage des aliments, un adulte pouvait émettre de petits cris. Ils ont été recensés à plus de 200 fois par jour, dont la moitié obtenait une réponse. 
Les vocalisations se différencient en fonction des populations, ce qui pourrait s’expliquer par les différences génétiques. 

### Alimentation
Herbivores qui mangent à peu près tout ce qu’ils trouvent. Leur alimentation change de l’été, avec une large variété de plante à l’hiver, où ils additionnent aux plantes séchées n’importe quelle végétation qu’ils peuvent trouver dans leurs tunnels. En général, les pikas à collier préféreront les plantes à haute valeur nutritive. Morrison et al., ont ainsi observé qu’ils évitaient le cassiope tétragone, ayant une faible teneur en azote, avec peu d’eau et une faible digestibilité. Hudons et al. ont eux observés, par ordre d’importance, ces végétaux dans les garde-mangers des pikas à collier : graminoïdes, arbustes feuillus, arbustes à feuillages semi-persistant et des herbacés non graminoïdes. 
Lorsqu’ils cherchent leur nourriture, les pikas à collier ne s’éloignent en moyenne pas à plus de 6  à   10 m de leur talus, ce qui leur permet de se protéger des prédateurs potentiels, mais aussi de se garder de la chaleur en se terrant plus fréquemment dans les talus. De plus, la vigilance accrue lorsque l’individu quitte son talus trop longtemps rend la quête de nourriture moins efficace. Le site du talus où le pika à collier accumule sa nourriture peut rester d’une année à l’autre, même si l’individu change. 
Comme la plupart des pikas, les pikas à collier sont d’insatiables syllogomaniaques, c’est-à-dire qu’il tend à beaucoup accumuler, notamment les plantes au printemps, pour les placer dans leur terrier en des piles plus ou moins grandes, uniques ou multiples. La position des piles, en fonction du vent, sera différente. S’il y a beaucoup de vent, les piles seront très probablement à l’intérieur, et leur taille dépendront de la hauteur de l’abri. Leur méthode d’accumulation est plutôt classique, en entassant les plantes les plus jeunes sur les plus vieilles. Cette activité commence pour les mâles fin juin, et début juillet pour les femelles, pour devenir une activité à plein temps au fur et à mesure que l’hiver approche, jusqu’à environ mi-septembre. La végétation sèche apporte une importante portion de la nourriture hivernale, c’est ainsi que les pikas à collier consomment en moyenne 20 à 30 kg de foin par an. Leur capacité de survie dépend notamment de la quantité de végétaux accumulés dans leur garde-manger, qui dépend elle-même à quel moment l’individu a commencé à accumuler. Ceci permet de penser aussi que leur garde-manger n’est pas leur seule source d’alimentation durant l’hiver. En automne, aussi, leur alimentation varie. La qualité de la végétation diminuant, le rapport risque des prédateurs/apport nutritif n’est plus assez viable. C’est pourquoi ils se nourrissent, pendant cette période, de lichen présent aux alentours de leurs talus. 
Une autre partie de leur alimentation résident en la coprophagie. La coprophagie est une technique à travers laquelle l’animal peut absorber le plus de nutriments possibles en ré-ingurgitant des matières fécales, que ce soit les siennes ou, dans le cas du pika à collier, celles des marmottes et des hermines. Ce faisant, les aliments sont à nouveau mâchés et coupés en de plus petits fragments, et les bactéries transportant nutriments et minéraux et produites par le caecum (première partie du côlon) sont ainsi ingurgitées et digérées. Le pika à collier produit deux types d’excréments : les « caecal pellet », qui ressemblent à de petits cylindres noirs et brillants. C’est ce type d’excrément qui est réingurgité par l’animal. « Caecal » parce qu’il représente ce qui est dans le caecum. Le cæcum est « une poche correspondant à la première partie du côlon, faisant suite à l'iléon de l'intestin grêle. La valvule iléo-cæcale régule l'entrée du bol alimentaire dans le caecum, qui transmet ensuite les aliments en digestion vers le côlon ascendant ». Le caecum renferme notamment les bactéries permettant la digestion. L’autre forme d’excrément ressemble à une petite bille noire et collante, est déposée et n’est normalement pas consommée.

#### Compétition alimentaire
Les pikas à collier partagent leur habitat avec la marmotte des rocheuses ainsi qu’avec les spermophiles arctiques, c’est-à-dire des écureuils préférant vivre au sol plutôt que dans les arbres. Ces trois espèces cohabitent sans réelles compétitions, bien qu’ils consomment à peu près les mêmes plantes, ou du moins les observatons effectuées ne permettent pas de déterminer s’il y a une influence réelle sur la dynamique de population chez les pikas à collier. Néanmoins, Franken, lors d’une étude sur l’habitat, a posé l’hypothèse que le pika à collier adaptait leur territoire en fonction de la présence ou non de marmotte.
Les campagnols, tels que celui à dos roux boréal, ou le campagnol nordique et le campagnol chanteur, ainsi que les lemming (brun et variable) partagent eux aussi les habitats naturels des pikas à collier. Cette cohabitation plus ou moins compétitive permet aussi, lorsqu’il y a présence d’un prédateur, de s’entraider. En effet, le pika à collier réagira aux cris d’alarmes des autres espèces comme s’il s’agissait d’un individu de la leur.

### Prédation
le Pika à collier est un animal très important dans cet écosystème montagneux, puisqu’il est l’un des seuls animaux de proie à ne pas hiberner. C’est pour cela que cet animal est très important pour les petits carnivores en hiver. Leur plus grand prédateur reste probablement l’hermine, puisqu’ils peuvent les poursuivre jusque dans leurs abris au fond des roches. Cependant, trop peu d’observations ont pu être effectuées pour affirmer cette hypothèse. D’autres prédateurs tels que le renard roux, le lynx canadien ou encore les oiseaux de proie et l’aigle royal en particulier, chassent les pikas à collier errants ou peu prudent. Le cycle de reproduction du lièvre, plus ou moins important selon les saisons et les années, influe sur le nombre de prédateur, ce qui influe par conséquent sur le risque de prédation des pikas à collier. En moyenne, le pika à collier ne vit pas plus de 3 à 4 ans. 

### Reproduction
La saison reproductive des pikas à collier est au mois de mai et début juin. Après 1 mois de grossesse, la femelle donne en moyenne entre 2 et 6 petits. Les mises bas tardives sont associées à une épaisse couverture de neige et à une fonte des neiges survenant tard au printemps, mais la date de mise bas ne semble pas influer sur le taux de survie des jeunes. La taille de ces petits n’est pas connue, mais l’on sait qu’ils naissent aveugle, sans poils, et qu’ils ont besoin de l’attention de leur mère. L’âge de sevrage est inconnu, bien que l’on sache qu’ils grandissent vite, plus vite que le pika d’Amérique et qu’ils atteignent la taille adulte en 40 à 50 jours. Cette vitesse de croissance est probablement due à leur obligation de se disperser rapidement sur le territoire et de trouver une tanière afin de préparer les provisions pour l’hiver. Comme on l’a vu, c’est cette rapide dispersion des jeunes dans les rocheuses qui permet une bonne survivance de l’espèce et une diversité génétique conservée. En moyenne, les jeunes pikas se dispersent sur une distance allant de 350  à   400 m, mais peuvent aller jusqu’à 600 m voire 2 km, distance observée par la diversité génétique. En moyenne et en se fondant sur quelques observations, la femelle n’arrive à sevrer qu’un seul petit par portée. La femelle, après l’accouchement vit des chaleurs postpartum et s’accouple très rapidement après la première grossesse. Il peut y avoir deux portées dans l’année, et les petits ne s’accouplent pas avant le printemps suivant, bien qu’ils soient en âge de s’accoupler bien avant. 

#### Diversité génétique
Bien que les observations déjà effectuées ne permettent pas d’affirmer avec certitude le taux d’échange entre les différentes populations, les pikas à collier en milieu alpin, se propagent sur de très petites distances, ce qui induit un taux d’échange très bas, une diversité génétique faible et un taux de différenciation élevée entre les différentes populations. Malgré cela il y a eu très peu de consanguinité observée entre les différents membres d’un même groupe ou entre différents groupes, ce qui veut dire que les pikas à collier parviennent tout de même à maintenir une diversité génétique suffisante pour la bonne santé de leur espèce et de leur groupe. La diversité génétique tient en partie au fait que les petits, très jeunes, se dispersent pour se trouver un terrier à eux et pour commencer la récolte d’aliments en vue de l’hiver approchant. 
Contrairement au pika d’Amérique, le pika à collier ne présente aucune sous-espèce, du moins d’après les quelques observations effectuées. Cependant, d’après leur habitat et leur mode de répartition, il peut avoir des chances qu’il en existe.

### Nombre d’individus
À cause du réchauffement des températures, et donc d’hivers moins froids, le pika à collier est en danger de déclin, bien qu’il soit encore assez commun de le rencontrer dans les régions appropriées. Dans certaines régions, la population a baissé de 90% au printemps. Habitués à des températures plutôt froide et limités à certains endroits, c’est-à-dire sur les côtés et les hautes montagnes, les pikas à collier ne peuvent pas redescendre d’une montagne pour en trouver une autre, car ils ne survivraient pas à des températures plus chaude. 
Le nombre total d’individu dans toutes les régions est estimé à « probablement 10.000 ».

### Structure spatiale et variabilité de la population
Les pikas à collier répondent à tous les critères  d’une métapopulation définis par Hanski et Kuussaari(1995). « Premièrement, ils sont restreints, sur le plan comportemental et sur le plan physiologique, à des parcelles de talus entrecoupées de prairies inhospitalières. Deuxièmement, le pica à collier risque la disparition dans toutes les parcelles (c.-à-d. qu’il n’y a aucune population dans les basses terres). Troisièmement, la dispersion est limitée par la distance. Enfin, la dynamique des populations locales n’est pas synchrone ». Les recherches en matière d’habitats des pikas à collier permettent de révéler leur probabilité de disparition dans l’un d’eux. Il y a ainsi plus forte probabilité de disparition dans des parcelles de mauvaises qualités et mal reliées, tandis que des parcelles mieux reliées entre elles et de meilleures qualités permettront au pika à collier une meilleure survie.

### Menaces (réelles ou imminentes pour les populations ou les habitats)

#### Changements climatiques
Vu qu’il s’agit d’animaux adaptés à des températures plutôt basses, ils préféreront se réfugier à l’intérieur de la roche pour se préserver des températures élevées, notamment en été. Ce qui devient inquiétant au vu du réchauffement climatique, notamment dans la région du Yukon où la température moyenne monte de 2 °C par décennie depuis 1960, et ce qui provoque leur disparition dans les régions les plus chaudes. 

les faibles connaissances des milieux dans lesquels les pikas à collier vivent ne permettent pas d’être certain d’un changement ou non dans le nombre d’individus. Néanmoins, la faible répartition des individus et leur propension à rester aux alentours des régions rocheuses indiquent une faible adaptabilité à des changements climatiques possible. 
« les risques les plus probables que présentent les changements climatiques pour la subsistance de l’espèce sont liés aux effets directs des conditions météorologiques de température et d’humidité sur la dispersion, la thermorégulation ou l’accès aux ressources alimentaires des prairies, en raison du givrage, et aux effets sur l’habitat ». 
Les pikas à collier auront beaucoup de mal à sortir de leur zone d’habitat pour soi chercher de la nourriture, soit rejoindre une autre zone d’habitat plus clémente pour eux, notamment à cause des températures dans les prairies qu’ils traversent, mais aussi la présence de prédateur. LE réchauffement des températures réduisant leur territoire et les obligeant à se retirer plus encore en altitude, les distances avec une autre zone d’habitation probable se rallongent. 
Le facteur de disparition des pikas à collier sont liés à la chaleur en été, mais aussi à la froideur. Plus un hiver est clément, moins le manteau neigeux sera épais, et moins le pika pourra se protéger en dessous de celui-ci contre les prédateurs mais aussi contre les conditions météorologiques extrêmes telles que les pluies verglaçantes. 
La zone de répartition du pika est caractérisée par un « climat subarctique semi-aride, des hivers longs et froids et des étés courts et chauds ». Les changements climatiques induisent par la suite des précipitations plus fréquentes, ce qui induit une humidité plus importante. 
Le réchauffement climatique provoque des hivers plus courts, un taux d’enneigement plus faible, que ce soit dans le nombre de mois, comme l’accumulation de neige, ainsi qu’une fonte des neiges et des glaces plus tôt. La pousse de la végétation vient ainsi plus tôt dans l’année. À l’échelle d’une année ou deux, ces variations n’ont pas une grande conséquence sur la survie du pika à collier. En revanche, si l’on observe, plusieurs années de suite, un taux d’enneigement plus important et plus tardif que la moyenne, cela aurait un effet négatif sur la population de pika. D’un autre côté, un taux d’enneigement moindre et plus court permettrait d’avoir une végétation plus abondante et de meilleure qualité, et donc une meilleure survie du pika. Toutefois, les conditions de chaleur importante suivant cette phase pourraient ne pas permettre au pika de vivre dans des conditions optimales pour sa survie, notamment à cause de son manque d’adaptation corporelle aux grandes chaleurs, ainsi qu’au manque de cachette pour les événements météorologiques extrêmes, et enfin au manque de cachette pour se protéger des prédateurs.

#### Activité humaine
L’exploration et le forage pétrolier et gazier, ainsi que l’exploration et l’exploitation minière ou encore les routes menant à ces exploitations peuvent être une source de perturbation de l’habitat du pika à collier. Néanmoins, la zone d’habitat du pika à collier se trouvant principalement dans les régions montagneuses et rocheuses, zones peu ou pas utilisées dans l’exploitation de telles sortes, l’activité humaine n’est donc pas la principale menace sur le pika à collier. La menace est réelle que lorsque l’accès au garde-manger est compromis. 
La chasse et le piégeage des pikas à collier est quasi inexistant. Seule quelques populations d’autochtones ont l’autorisation d’en chasser. Cette activité n’est toutefois pas assez importante pour être considérée comme une menace. 

#### Protection et statuts
Le pika à collier n’est pas considéré comme une espèce en danger d’extinction par NatureServe, bien que les derniers examens datent de 1995 et 2000. L’UICN considère cette espèce comme à « faible risque / préoccupation mineure ». 
Environ 78 000 km2 sur plus de 600 000 km2 de la superficie de l’habitat des pikas à collier se trouve en zones protégées. 